# Monoporella divae
Monoporella divae är en mossdjursart som beskrevs av Ernst Marcus 1955. Monoporella divae ingår i släktet Monoporella och familjen Monoporellidae.
Artens utbredningsområde är Mexikanska golfen. Inga underarter finns listade i Catalogue of Life.